# ان‌ای‌ان-۱۹۰
ان‌ای‌ان-۱۹۰ (انگلیسی: NAN-190) یک دارو و مادهٔ پژوهشی است که پیش‌تر آنرا یک آنتاگونیست گیرنده ۱ آ سروتونین می‌دانستند و امروزه مشخص است که در واقع، یک مسدودکنندهٔ قوی گیرنده آلفا ۲ آدرنرژیک است.